# DFS 331 (航空機)
DFS 331
- 用途：輸送用軍用グライダー
- 設計者：ハンス・ヤコブス（Hans Jacobs）
- 製造者：DFS、ゴータ車両製造
- 運用者：ドイツ空軍
- 初飛行：1942年
- 生産数：1機
- 運用状況：試作のみ

DFS 331は、ドイツ滑空機研究所（DFS）とゴータ車両製造が共同で開発した軍用グライダーの試作機である。

## 概要
DFS 331は、前作のDFS 230を開発したハンス・ヤコブス博士（Dr.Hans Jacobs）が設計した中型輸送グライダーであり、DFS 230で得た多くの成果を取り入れていた。全面ガラス張りの機首によりコックピットからの視界は良好で、小型の対空砲や軽車両を搭載できるように胴体の幅は非常に広かった。試作機が1機のみ製造され1941年に初飛行したが、ゴータ Go 242があったため開発プロジェクトは見送られた。

## 要目
(DFS 331)
- 乗員：2名
- 積載量：貨物 約2,000 kg 又は兵員 20名[2]
- 全長：15.81 m (51.9 ft)
- 全幅：23.00 m (75.5 ft)
- 全高：3.55 m (11.65 ft)
- 翼面積：60.0 m2 (650 ft2)
- アスペクト比：
- 空虚重量：2,270 kg (5,000 lbs)
- 全備重量：4,770 kg (10,500 lbs)
- 最大速度：330 km/h (205 mph)
- 巡航速度：270 km/h (170 mph)
- 最大滑空比：
- 武装：
  - MG 15 機関銃 × 2